# Dopravní nehoda v Rychalticích
Dopravní nehoda v Rychalticích je událost, k níž došlo 1. května 1900 v této obci na severu Moravy. Je první automobilovou nehodou na území střední Evropy, při které došlo ke smrtelnému zranění. V rámci Evropy, a možná i světa, se první taková dopravní nehoda stala roku 1898 na anglických silnicích. Na místě rychaltické nehody plánuje obec Hukvaldy, pod níž Rychaltice spadají, vybudovat pomník upomínající na toto neštěstí.

## Popis události
V úterý 1. května 1900 jel po silnici do Rychaltic automobil NW Präsident, který řídil Leopold Sviták. Dalšími pasažéry byli jeden z konstruktérů vozidla Jan Kuchař, jenž seděl na předním sedadle, a zámečník Viktor Bayer s kresličem Romualdem Braunerem, kteří seděli na zadním sedadle. Namířeno údajně měli do Místku.
Silnice do Rychaltic před obcí příkře klesá a tento úsek je zakončen ostrou zatáčkou k mostku přes potok Ondřejnice. Povrch vozovky tvořila kamenná dlažba, takzvané kočičí hlavy. Když automobil sjížděl z kopce dolů, při vjezdu do zatáčky u domu číslo popisné 53 se převrhl a jeho cestující z něj byli vymrštěni ven. Některé navíc překocené vozidlo zavalilo. Na místě zemřel konstruktér Jan Kuchař, neboť narazil hlavou přímo do patníku u silnice. Těžká zranění navíc měli Viktor Bayer a řidič Leopold Sviták, jemuž ojnice motoru rozdrtila nohu takovým způsobem, že mu ji lékaři museli amputovat. Pouze Romuald Brauner vyvázl z nehody nezraněn.

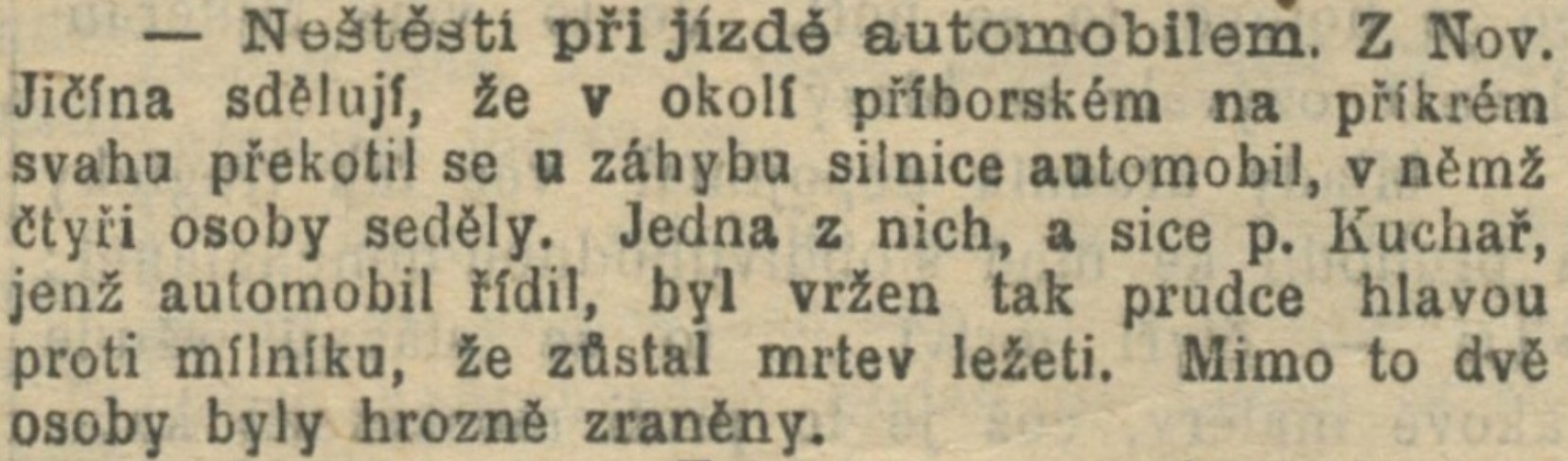
Zpráva o nehodě v Národních listech ze dne 3. 5. 1900

Jednoznačnému stanovení příčiny nehody zabránilo rozhodnutí ředitele kopřivnické automobilky, která vůz vyrobila, jenž nechal havarovaný automobil převézt do své továrny a tam jej rozebrat. Automobilový historik Karel Rosenkranz se domnívá, že za nehodou stála technická závada. Dle jeho názoru možná řidič při jízdě z kopce vyřadil rychlost a následně pak v poměrně vysoké rychlosti zatáhl za ruční brzdu, což pravděpodobně nevydržela pásová brzda osazená na jednom ze zadních kol. Jedoucí vozidlo tak začalo brzdit pouze jedním kolem, což jej přivedlo do smyku.
Řidiči Leopoldu Svitákovi hrozilo kvůli zabití člověka soudní přelíčení. K němu však nedošlo, čemuž údajně napomohla přímluva příznivce automobilů barona  Theodora von Liebiega.
V jiných, tentokrát knižních popisech automobilové nehody v Rychalticích je udáno, že vůz, který řídil Leopold Sviták 1. května 1900, byl nový NW typ A - Vierer během své zkušební jízdy. Série těchto vozů se začala vyrábět na jaře roku 1900. V době nehody byl NW Präsident majetkem rakouského autoklubu ve Vídni, tak darován po jeho jízdě z Kopřivnice v květnu 1898 na jubilejní výstavu císaře Franze Josefa konané v Rotundě. Ve Vídni, po výstavě, sloužil pak k výcviku nových řidičů autoklubu.